# Torquigener parcuspinus
Torquigener parcuspinus es una especie de peces de la familia Tetraodontidae en el orden de los Tetraodontiformes.

## Morfología
Los machos pueden llegar alcanzar los 10 cm de longitud total.

## Hábitat
Es un pez de mar de clima tropical.

## Distribución geográfica
Se encuentran en Indonesia, el noroeste de Australia y Papúa Nueva Guinea.

## Observaciones
No se puede comer ya que es  venenoso para los humanos.